# Sexualpädagogik der Vielfalt
Sexualpädagogik der Vielfalt: Praxismethoden zu Identitäten, Beziehungen, Körper und Prävention für Schule und Jugendarbeit ist ein Sachbuch für die Sexualkunde, das 2008 von Elisabeth Tuider und Stefan Timmermanns im Juventa Verlag veröffentlicht wurde. Ab der zweiten Auflage im Jahr 2012, an der ein erweitertes Autorenteam beteiligt war, geriet das Buch in die Kritik.

## Inhalt
Das Buch ist in zwei Teile gegliedert. Im „ersten werden die als Grundlagen herangezogenen Prinzipien der sexualpädagogischen Didaktik und Methodik dargestellt. Der zweite, wesentlich ausführlichere Teil stellt die gesammelten sexualpädagogischen Methoden zu verschiedenen Themenbereichen dar.“ (Daniel Kunz) Die Autoren verstehen es als Methodenhandbuch in der Tradition der sexualpädagogischen Materialien, wie sie 1993 von Uwe Sielert u. a. entwickelt wurden.

## Rezeption
Das Buch stelle Vielfalt als einen wichtigen Wert unserer Gesellschaft dar, „der lernbar ist“ und biete „vielfache Anregung für entwicklungsförderliche Prozesse des friedlichen Zusammenlebens“, so der Luzerner Professor für Soziale Arbeit und Sexualpädagoge Daniel Kunz in seiner überwiegend positiven Rezension von 2008. Er merkte jedoch auch an, dass die Darstellung des gesellschaftlichen Bezugsrahmens fehle, in dem sich Vielfalt entfalten könne. Dabei wies er auf Grundrechte hin, die nicht verhandelbar seien und gerade für „Sexualität(en) und Partnerschaften“ eine wichtige Rolle spielten. In seinem 2011 erschienenen Buch Christliche Sexualpädagogik veröffentlichte Stephan Leimgruber Auszüge aus Tuider/Timmermanns Buch.
In seinem Buch Homosexuelle Männlichkeit zwischen Diskriminierung und Emanzipation (2011) schreibt Thomas Hertling über die Veröffentlichung von Tuider und Timmermanns, ihr liege „vor allem die Einsicht in die zu überwindende Polarisierung und Hierarchisierung unterschiedlicher sexueller Orientierungen zu Grunde.“
Im Jahre 2014 erhielt die zweite Auflage des Buches eine Reihe kritischer Presseartikel. Unter anderem wurde hervorgehoben, dass die Autoren neben der üblichen Aufklärung auch praktische Übungen vorschlagen, durch die Kinder überfordert und verstört würden. So führten in der Presse wiedergegebene Beispiele eine Aufgabe für 15-Jährige auf, in der die Inneneinrichtung eines „Puff für alle“ von Schülern kreativ gestaltet werden sollte, um so eine Sensibilität für unterschiedliche Lebensentwürfe und sexuelle Neigungen zu entwickeln.
Die Vorschläge der Buchautoren wurden von Ursula Enders vom Verein Zartbitter kritisiert. Enders hielt die im Buch unterbreitete pädagogische Spielidee zu einem „neuen Puff für alle“ für „übergriffig“. Vielmehr müsse Sexualpädagogik Orientierung für einen Grenzen achtenden Umgang mit Sexualität vermitteln und zugleich einen geschützten Raum zur Auseinandersetzung mit unterschiedlichen sexuellen Identitäten bieten. „Eine Sexualpädagogik der Vielfalt“, die mit sexuell grenzverletzenden Methoden arbeitet, sei ein Etikettenschwindel. „Dies ist eine neue Form sexualisierter Gewalt, die zudem sexuelle Übergriffe durch Jugendliche fördert“, sagte Enders gegenüber der FAZ.
Die Kinder- und Jugendlichenpsychotherapeutin Christina Hennen wertete das Buch als einen Versuch, die Schamgrenzen von Kindern und Jugendlichen aufzubrechen. Pädagogen, die die Abhängigkeit der Schüler ausnutzen, könnten so Gehorsam erzwingen, meint Hennen weiter. Der vermeintliche Aspekt von „Vielfalt“ und „Ganzheitlichkeit“ sei nur vorgeschoben und eine „aufgewärmte Geschichte“. Unter dem Vorzeichen von „Gender“ komme hier zurück, was schon in der Kinderladenbewegung und der Reformpädagogik als übergriffig erkannt wurde. „Die Kinder werden hier gezielt verwirrt. Dabei brauchen sie gerade in der Persönlichkeitsreifung natürlich Toleranz, aber auch Eindeutigkeit und Strukturen.“
Die Biologiedidaktikerin Karla Etschenberg warf  dem Kreis um Tuider und Uwe Sielert vor, sich die Deutungshoheit auf dem Gebiet der Sexualpädagogik anzueignen. Etschenberg sah es als wichtig an, in der Sexualerziehung bewährte Grundsätze nicht zu verletzen und Bedenken der Eltern hinsichtlich einer Abwertung ihrer Lebensweise nicht zu ignorieren. Der Unabhängige Beauftragte für Fragen des sexuellen Kindesmissbrauchs der Bundesregierung, Johannes-Wilhelm Rörig, kritisierte es als „grenzüberschreitend und nicht akzeptabel“, wenn „Schülerinnen und Schüler vor der Klasse über ihre eigenen sexuellen Erfahrungen sprechen“ sollten, da sich eine besondere Sensibilität für die Grenzen von Intimität und Scham als Leitgedanke durch alle verwendeten Methoden ziehen sollte, um den natürlichen Schutz gegen sexuellen Missbrauch zu stärken.
Infolge der Debatte distanzierten sich etliche Institutionen von Tuiders und Timmermanns Buch, die es vorher in ihren Literaturlisten führten, beispielsweise die Bundeszentrale für gesundheitliche Aufklärung, der Hamburger Lehrerverband oder das Akzeptanzprojekt SchLAu.
Wegen ihrer sexualpädagogischen Ansichten veröffentlichte der Schriftsteller Akif Pirinçci im Juli 2014 auf Facebook eine derbe Kritik über Elisabeth Tuider, die daraufhin in sozialen Medien Beschimpfungen und Drohungen ausgesetzt war. Tuider wurde daraufhin unter anderem von dem Sozialwissenschaftler Heinz-Jürgen Voß mit einer Solidaritätskampagne unterstützt. Aufgrund der Beleidigungen gegen Heinz‐Jürgen Voß verhängte das Bonner Amtsgericht einen Strafbefehl in Höhe von 80 Tagessätzen (zu 100 Euro) gegen Akif Pirinçci, der den Strafbefehl akzeptierte.
Auch die Deutsche Gesellschaft für Soziologie gab Sorgen zu aktuellen „Hasskampagnen“ kund, ohne dabei Namen zu nennen. Arne Dekker, Anja Henningsen, Alexandra Retkowski, Heinz-Jürgen Voß und Martin Wazlawik solidarisierten sich im Positionspapier eines sogenannten „Netzwerkes von Junior-Professor_innen, die sich in unterschiedlicher Weise mit sexueller Gewalt in pädagogischen Kontexten auseinandersetzen“ mit den angegriffenen Sexualpädagogen: „Drohungen und Erniedrigungen, Hohn und Aggressivität, Beschimpfungen, persönliche Diffamierungen, Verbreitung haltloser und kränkender Gerüchte sowie bewusst falsche Anschuldigungen, sind Handlungen, die Menschen persönlich schaden und somit in erster Linie eine gesellschaftliche und wissenschaftliche Diskussion verhindern sollen.“

## Ausgaben
- Stefan Timmermanns, Elisabeth Tuider: Sexualpädagogik der Vielfalt. Praxismethoden zu Identitäten, Beziehungen, Körper und Prävention für Schule und Jugendarbeit,  Juventa-Verlag, Weinheim/München 2008, ISBN 978-3-7799-2075-5
- Elisabeth Tuider, Mario Müller, Stefan Timmermanns, Petra Bruns-Bachmann, Carola Koppermann: Sexualpädagogik der Vielfalt. Praxismethoden zu Identitäten, Beziehungen, Körper und Prävention für Schule und Jugendarbeit, Beltz Juventa, Weinheim/Basel 2012, ISBN 978-3-7799-2088-5